# Stary Lubosz
Stary Lubosz (pol. hist. „Lubosz”) – wieś w Polsce położona w województwie wielkopolskim, w powiecie kościańskim, w gminie Kościan.

## Historia
Miejscowość pierwotnie związana była z Wielkopolską. Ma metrykę średniowieczną i istnieje co najmniej od końca XIV wieku. Wymieniona w dokumencie z 1393 jako „Lubofcza”, 1404 ‚ „Lubowsz’’, 1415 ‚ „Lubowsze’’ 1481 ‚ „Lubowsch”, 1485 ‚ „Lubosch, Lubusch”, 1512 ‚ „Lyubosch”, 1563, 1566 ‚ „Liubus, Liubusch”.
Miejscowość była wsią szlachecką należącą do lokalnej szlachty wielkopolskiej z rodu Luboskich, którzy od nazwy wsi utworzyli swoje odmiejscowe nazwisko, a później także do Gryżyńskich i spokrewnionych z nimi Dłużyńskich, Spławskich oraz Opalińskich. W 1475 wieś leżała w powiecie kościańskim Korony Królestwa Polskiego. W 1563 należała do parafii Wyskoć.
Pierwszy zachowany zapis historyczny o wsi pochodzi z 1393 gdzie odnotowano Andrzeja Luboskiego z Lubosza, który był w sporze sądowym z mieszczaninem poznańskim Mikołajem Goldbergiem. W 1404 woźny sądu ziemskiego zapowiedział pastwiska, lasy i drogi w dziedzinach Lubosz, Węgliny, Nielęgowo i Łęka Wielka jako własność Jana Gryżyńskiego. W 1415 woźny sądowy zapowiedział jako własność Borka Gryżyńskiego pastwiska, drogi, gaje i lasy we wsiach Węgliny, Racot, Lubosz, Nielęgowo, Łęka Wielka oraz Gaj.
W 1426 oficjał polecił zwolnić na pewien czas wieśniaków Lubosza, Spytkówki oraz wsi Racot z płacenia mesznego Pietrzykowi plebanowi w Wyskoci prawdopodobnie z powodu poniesionych przez nich szkód. W imieniu wieśniaków występuje posiadacz wsi Borek Gryżyński.
W 1445 Andrzej Gryżyński syn Jana zapisał żonie Annie po 400 grzywien posagu oraz wiana na dobrach gryżyńskich, w tym m.in. na Luboszu. W 1466 odnotowano podział majątku po zmarłym Andrzeju Gryżyńskim. Małgorzata Gryżyńska córka Borka Gryżyńskiego oraz żona kasztelana santockiego Piotra z Opalenicy otrzymała od krewnych, synów Andrzeja, m.in. Lubosz i Spytkówki. W 1475 Małgorzata jako wdowa po Piotrze z Opalenicy sprzedała Lubosz za 200 złotych węgierskim z zastrzeżeniem prawa odkupu Hinczce z Ujazdu. W 1481 sprzedała Spytkówki i Lubosz z zastrzeżeniem prawa odkupu za 501 grzywien i 16 skudów Andrzejowi Dłużyńskiemu. W 1483 Małgorzata Gryżyńska, zwana też Włoszakowską od majętności Włoszczaków, zrezygnowała na rzecz swoich synów z oprawy wdowiej zapisanej jej przez zmarłego męża Piotra Opalińskiego i otrzymała od synów chorążego poznańskiego Piotra  oraz Mikołaja Opalińskich 1/3 dóbr objętych tą oprawą, w tym m.in. 1/3 Lubosza oraz 1/3 Spytkówek. W 1485 Małgorzata dała swoim synom Piotrowi oraz Mikołajowi z Opalenicy i Włoszakowic kilka wsi, m.in. Lubosz i Spytkówki, a synowie oddali jej te same wsie w dożywotnie posiadanie. W 1520 odnotowano działy majątkowe braci Opalińskich synów Piotra sędziego poznańskiego oraz wicestarosty generalnego wielkopolskiego, którzy posiadali części wsi, lub prawa do nich. Lubosz oraz Spytkówki przypadły braciom młodszym Łukaszowi, Sebastianowi, Janowi oraz Maciejowi Opalińskim wraz z całymi dobrami włoszczakowskimi.
W latach 1481–1514 L.ubosz znajdował się w posiadaniu Gryżyńskich-Dłużyńskich. W 1485 Andrzej Gryżyński sprzedał z zastrzeżeniem prawa odkupu Lubosz za 90 zł tych węgierskich swoim siostrom Katarzynie i Jadwidze ze Skoraczewa. W 1489 Katarzyna Skoraczewska sprzedała połowę Lubosza za 45 złotych węgierskich z zastrzeżeniem prawa odkupu Mikołajowi Kamblanowi Wszołowskiemu. W 1493 Mikołaj ten sprzedał swoje prawa do wsi Lubosz za 45 złotych węgierskich sędziemu poznańskiemu Piotrowi Opalińskiemu. W 1514 Anna córka Andrzeja Dłużyńskiego -Gryżyńskiego sprzedała mężowi wsie Wyskoć, Darnowo za 1600 grzywien oraz Spytkówki i Lubosz za 500 złotych węgierskich.
Wieś odnotowały także historyczne rejestry podatkowe. W 1563 wieś własność Mikołaja Spławskiego dopisana została do rejestru poborowego, a w niej odnotowano tylko zagrodników. W 1566 miał miejsce pobór od 4 łanów kmiecych, 4 zagrodników. W 1581 pobrano podatkiz jednego łana osiadłego oraz od dwóch najemnych robotników od pługa zwanych ratajami.
W wyniku II rozbioru Rzeczypospolitej w 1793, miejscowość przeszła w posiadanie Prus i jak cała Wielkopolska znalazła się w zaborze pruskim. W okresie Wielkiego Księstwa Poznańskiego (1815–1848) miejscowość wzmiankowana jako Lubosz stary należała do wsi większych w ówczesnym pruskim powiecie Kosten rejencji poznańskiej. Lubosz stary należał do okręgu kościańskiego tego powiatu i stanowił część majątku Racot, który należał wówczas do byłego króla Niderlandów (Wilhelma I). Według spisu urzędowego z 1837 roku Lubosz Stary liczył 154 mieszkańców, którzy zamieszkiwali 19 dymów (domostw).
W latach 1975–1998 miejscowość administracyjnie należała do województwa leszczyńskiego.
We wsi działa zespół szkół (przedszkole i szkoła podstawowa), klub piłkarski LZS „Olimpia” Stary Lubosz.